# Lac Perdu (rivière Betsiamites)
Pour les articles homonymes, voir Lac Perdu.
Le lac Perdu est un plan d'eau douce de la rive Nord-Ouest du fleuve Saint-Laurent, dans le territoire non organisé de Mont-Valin, dans la municipalité régionale de comté (MRC) du Fjord-du-Saguenay, dans la région administrative de la Saguenay–Lac-Saint-Jean, dans la province de Québec, au Canada. Le lac Perdu et le lac Manouanis, sont les principales sources de la rivière Betsiamites.
Le hameau Le Camp-Indien est localisé sur la rive Nord-Ouest du lac Perdu.
La foresterie constitue la principale activité économique du secteur ; les activités récréotouristiques, en second. Grâce à sa superficie de 6 km2, les amateurs de chasse et pêche fréquentent ce lac grâce aux hydravions qui peuvent s’y poser. Les pourvoyeurs offrent des services de chasse au caribou et à l’orignal, ainsi que des services pêche notamment au brochet, à l'omble de fontaine et au touladi.
La surface du lac Perdu est habituellement gelée de la mi-novembre à la mi-avril, toutefois la circulation sécuritaire sur la glace se fait généralement du début de décembre à la fin de mars.

## Géographie
Les principaux bassins versants voisins du lac Perdu sont :
- côté Nord : lac Manouanis, rivière Manouanis, rivière Pékans, rivière de la Grande Charge, rivière aux Outardes ;
- côté Est : rivière aux Pékans, lac Sans Voile, rivière Auriac, rivière Écho, rivière Canton, rivière à l’Argent, rivière du Grand Brûlé ;
- côté Sud : lac des Prairies, lac Bouchon, rivière Manouane, Petite rivière Manouane, rivière Betsiamites ;
- côté Ouest : lac Opitoune, lac Double, rivière des Montagnes Blanches, rivière Falconio, lac Manouane, rivière Bonnard, rivière Modeste, Petite rivière des Perdrix Blanches[1].

Ce lac est situé presqu’à la limite Ouest et Nord du bassin versant de la rivière Betsiamites. Un sommet de montagnes culmine du côté Nord-Ouest du lac à 831 m et un autre du côté Est à 806 m. Ce lac reçoit du côté Nord la rivière de la Grande Charge et au fond d’une baie de la rive Nord la rivière aux Pékans. Ce lac comporte une longueur de 13,2 km, une largeur maximale de 9,2 km et une altitude de 492 m. Une bande de terre variant entre 2,1 km et 3,3 km sépare le lac Manouanis et le lac Perdu.
Le lac Perdu comporte une presqu’île rattachée à la rive Ouest et s’étirant sur 3,0 km vers le centre du lac. Le lac compte 27 îles distribuées principalement sur une bande Est-Ouest au centre du lac en prolongation de la presqu’île. Ce lac comporte deux émissaires : l’une sur la rive Ouest s’écoulant sur 3,0 km vers le Sud, puis le Sud-Ouest ; l’autre sur la rive Sud s’écoulant sur 2,3 km vers le Sud-Ouest, puis vers le Nord-Ouest. Une distance de 9,0 km sépare ces deux décharges sur le cours de la rivière Betsiamites ; ces deux décharges créent une bande de terre variant en largeur 5,9 km de largeur (incluant la presqu’île du lac) et 13,1 km en longueur. La baie de Foin est située sur le lac Perdu à l’entrée de la baie de l’émissaire du Sud.
L’embouchure du lac Perdu est localisée sur la rive Sud-Est, soit à :
- une centaine de mètres de la décharge du lac Perdu ;
- 13,0 km au Sud-Est de l’embouchure du lac Double (versant de la rivière Péribonka) ;
- 16,7 km au Nord-Est du principal émissaire du lac Manouane (versant de la rivière Manouane ;
- 26,6 km au Sud-Est de l’embouchure de la rivière des Montagnes Blanches ;
- 52,8 km au Nord-Est du deuxième émissaire du lac Manouane, soit la rivière Bonnard ;
- 78,3 km au Nord d’une baie du réservoir Pipmuacan ;
- 153,3 km au Nord de l’embouchure du lac Pamouscachiou (confluence avec la rivière Shipshaw) ;
- 147,6 km au Nord-Ouest du barrage à l’embouchure du réservoir Pipmuacan ;
- 221,9 km au Nord-Ouest de l’embouchure de la rivière Betsiamites (confluence avec le fleuve Saint-Laurent)[1],[2].

À partir de l’embouchure du lac Perdu, le courant descend sur km vers le Sud-Est en suivant le cours de la rivière Betsiamites, jusqu’à la rive Nord-Ouest du fleuve Saint-Laurent.

## Toponymie
Le toponyme « lac Perdu » a été attribué le 7 avril 1945 par la Commission de géographie du Québec. La bande de terre séparant le lac Perdu avec la rivière Betsiamites et le lac Manouanis donne l’impression que ce plan d’eau est à l'écart du cours de la rivière. Ce plan d’eau est aussi désigné « Lac Écarté » et « Unitakan Shakahikan », en langue innue, signifiant « chose perdue ».
Le toponyme « Lac Perdu » a été officialisé le 5 décembre 1968 par la Commission de toponymie du Québec.